# Vlad Morar
Vlad Călin Morar (Crișeni, 1º agosto 1993) è un calciatore rumeno, attaccante dell'Argeș Pitești.

## Carriera

### Club
Ha giocato nella prima divisione dei campionati rumeno e greco.

### Nazionale
Ha giocato nella nazionale rumena Under-21.

## Palmarès

### Club

#### Competizioni nazionali
- Coppa di Romania: 1

Petrolul Ploiești: 2012-2013
- Campionato rumeno: 2

Viitorul Costanza: 2016-2017
Farul Costanza: 2022-2023
- Liga II: 1

Argeș Pitești: 2024-2025